# Rezerwat przyrody Miejski Bór
Rezerwat przyrody Miejski Bór – florystyczny rezerwat przyrody położony w gminie Krotoszyn, powiecie krotoszyńskim (województwo wielkopolskie). Znajduje się na terenie Obszaru Chronionego Krajobrazu Dąbrowy Krotoszyńskie Baszków-Rochy niedaleko miasta Krotoszyn.
Powierzchnia: 24,36 ha (akt powołujący podawał 28,87 ha).
Obszar rezerwatu podlega ochronie czynnej.

## Charakterystyka
Został utworzony w 1987 roku w celu ochrony drzewostanu (bór świeży z domieszką brzóz, dębów szypułkowych i czerwonych, jaworów, osik i modrzewi) z okazami gatunków chronionych: wawrzynka wilczełyko (Daphne mezereum) i wiciokrzewu pomorskiego (Lonicera periclymenum). Na terenie rezerwatu natrafiono na dwa kurhany z epoki brązu. Dalsze tego typu stanowiska istnieją w okolicy. W pobliżu zlokalizowane są także: Dąb Rozdrażewskich i głaz narzutowy koło Smoszewa.

## Podstawa prawna
- Zarządzenie Ministra Ochrony Środowiska i Zasobów Naturalnych z dnia 19 lutego 1987 r. w sprawie uznania za rezerwaty przyrody (M.P. z 1987 r. nr 7, poz. 55)
- Obwieszczenie Wojewody Wielkopolskiego z dn. 4.10.2001 r. w sprawie ogłoszenia wykazu rezerwatów przyrody utworzonych do dn. 31.12.1998 r.
- Zarządzenie Regionalnego Dyrektora Ochrony Środowiska w Poznaniu z dnia 18 czerwca 2015 r. w sprawie rezerwatu przyrody „Miejski Bór”

## Galeria

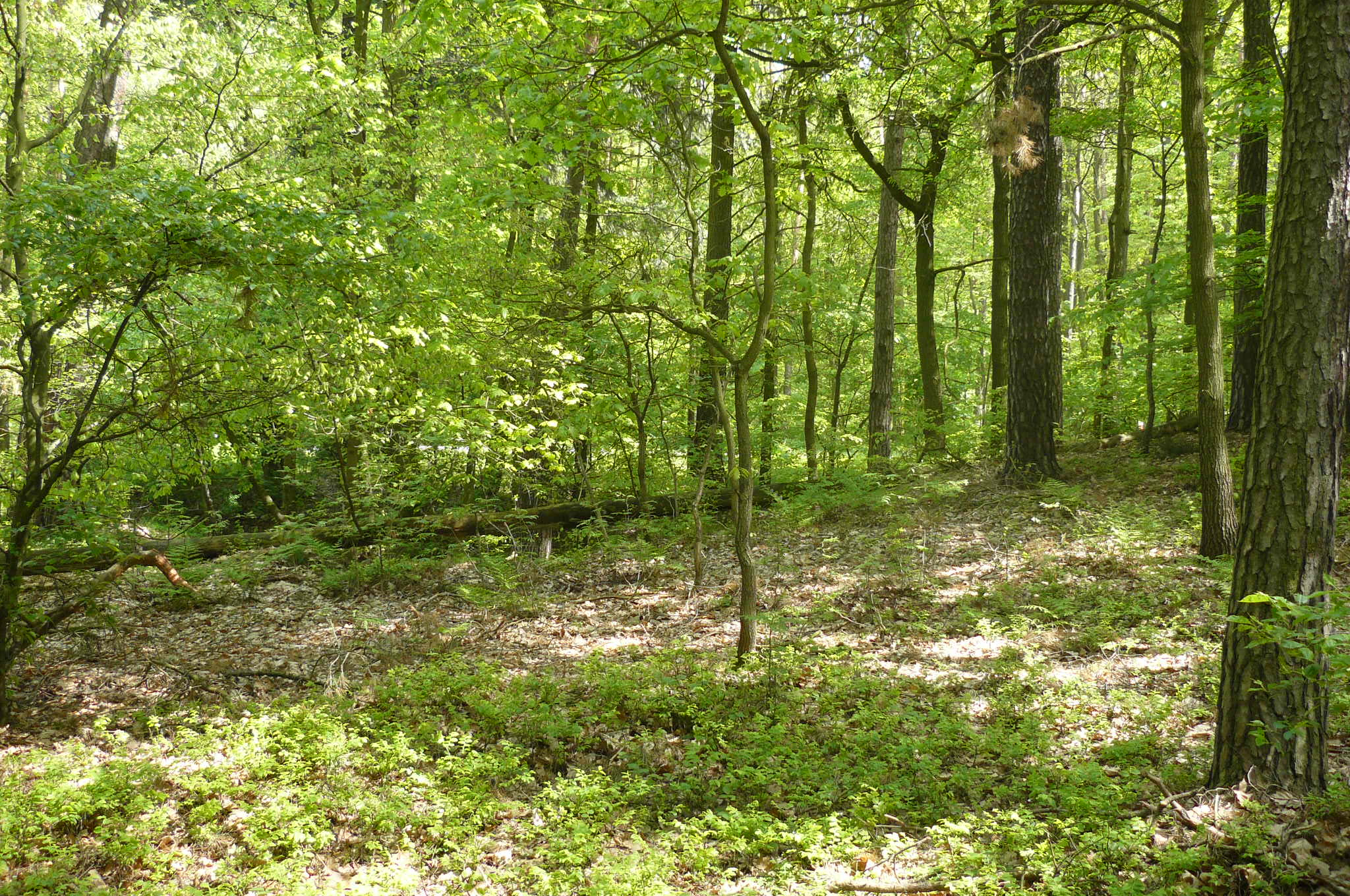
Wnętrze rezerwatu
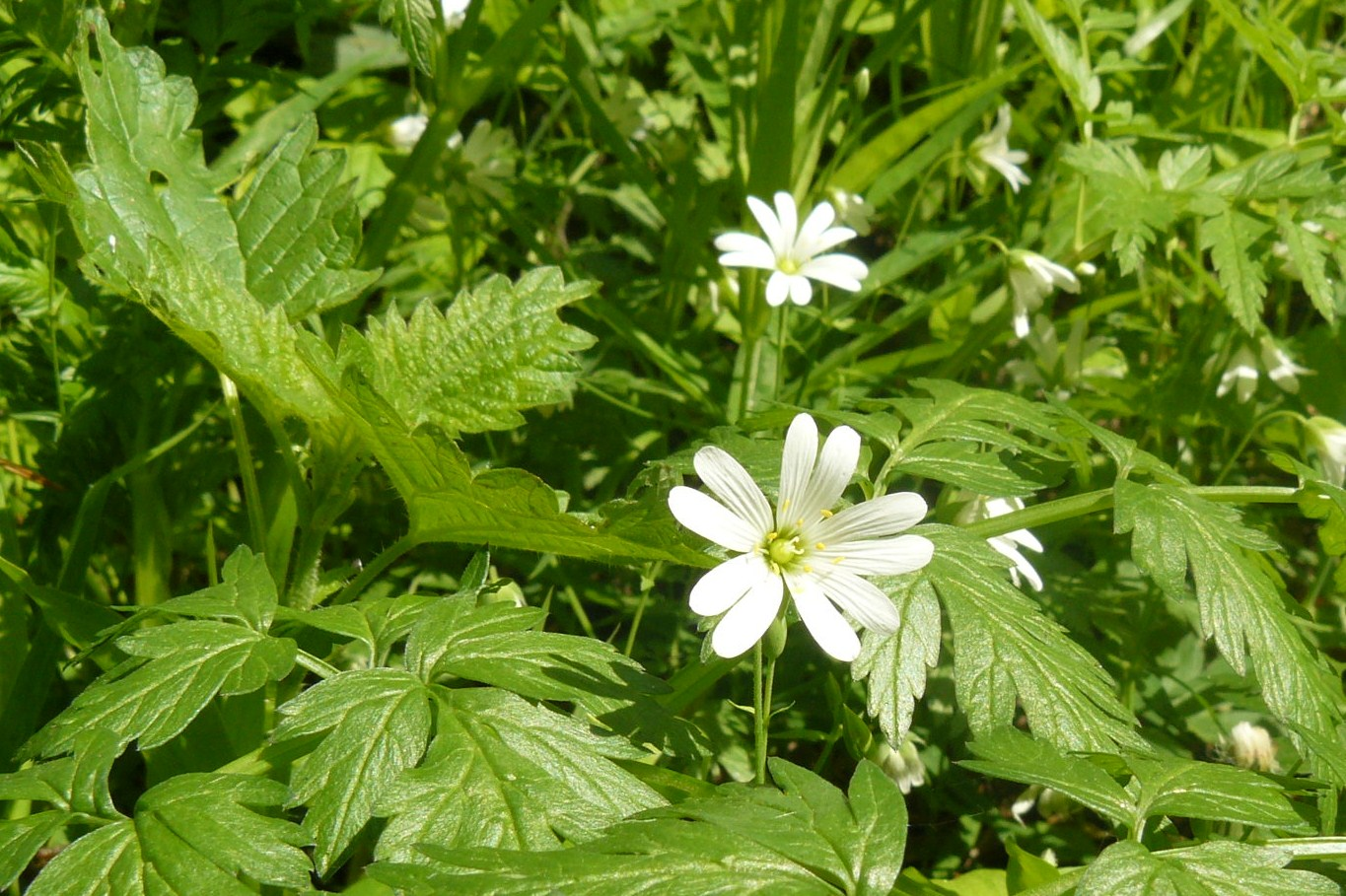
Kwitnienie
Siódmaczek leśny
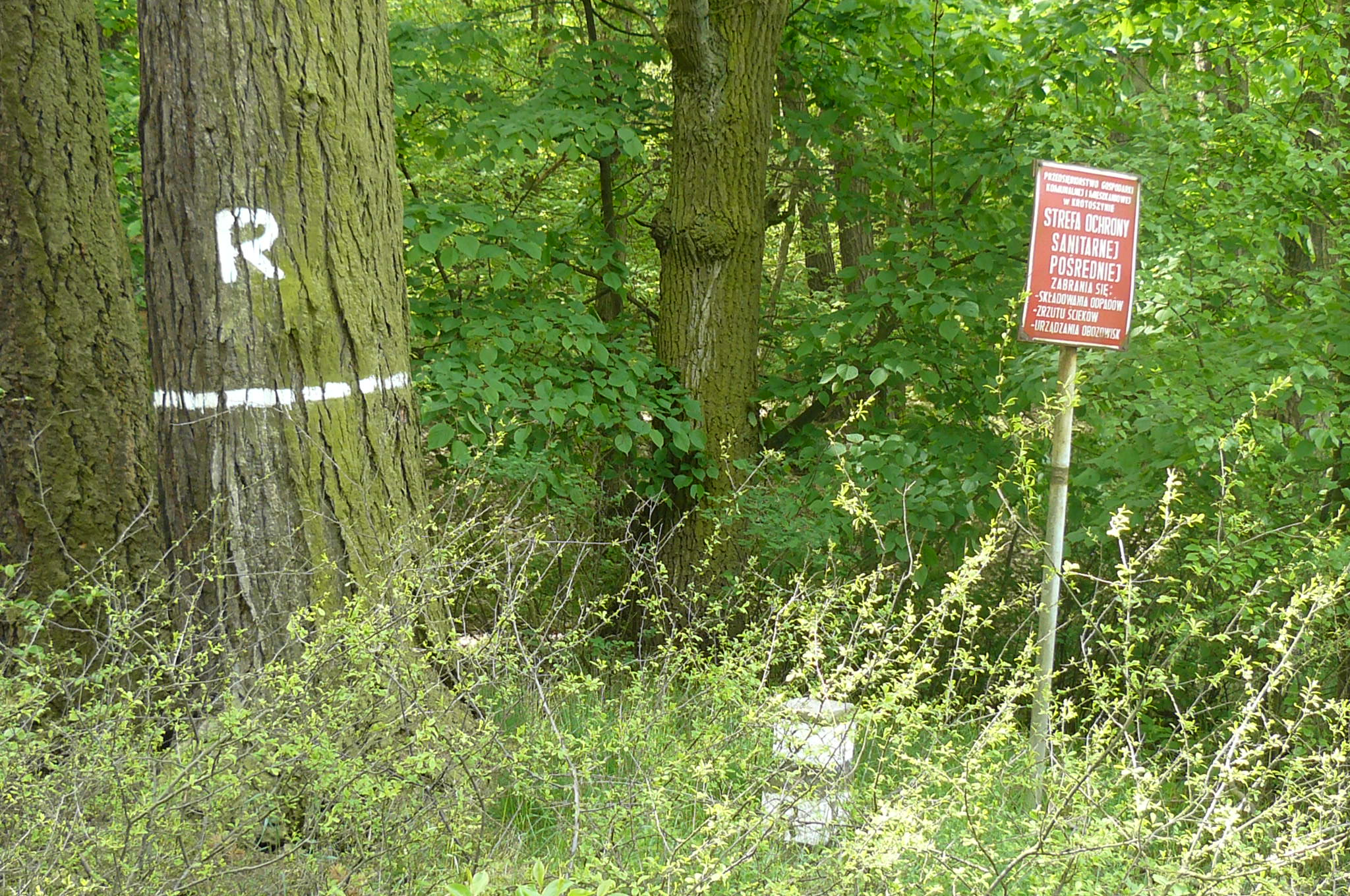
Oznaczenia